# A Thousand Suns
A Thousand Suns je čtvrté studiové album skupiny Linkin Park. Bylo vydáno 8. září 2010 (většina Evropských zemí), 13. září 2010 (ČR) a14. září (USA). Album bylo vydáno ve dvou verzích. Verze CD a verze CD + DVD, která obsahuje dodatečné DVD z natáčení a tvorby tohoto alba pod názvem Meeting Of A Thousand Suns. Kapela se albem chtěla ještě více odlišit od alb předešlých. Začíná vynechávat prvky Hip Hopu a Metalu a spíše se soustředí na Alternativní Rock a Elektroniku. Turné k tomuto albu začalo na začátku roku 2011 pod názvem - Linkin Park North America Tour 2011. Na tomto turné skupinu doprovázeli kapely Pendulum, The Prodigy a Does It Offend You, Yeah?.

## Seznam skladeb
Texty napsal(i) Linkin Park.
| Pořadí         | Název                                                                  | Délka |
| -------------- | ---------------------------------------------------------------------- | ----- |
| 1.             | The Requiem                                                            | 2:01  |
| 2.             | The Radiance (featuring an interview portion of Robert Oppenheimer)    | 0:57  |
| 3.             | Burning in the Skies                                                   | 4:13  |
| 4.             | Empty Spaces                                                           | 0:18  |
| 5.             | When They Come for Me                                                  | 4:55  |
| 6.             | Robot Boy                                                              | 4:29  |
| 7.             | Jornada del Muerto                                                     | 1:34  |
| 8.             | Waiting for the End                                                    | 3:51  |
| 9.             | Blackout                                                               | 4:39  |
| 10.            | Wretches and Kings (featuring a speech from Mario Savio)               | 4:15  |
| 11.            | Wisdom, Justice, and Love (featuring a speech from Martin Luther King) | 1:38  |
| 12.            | Iridescent                                                             | 4:56  |
| 13.            | Fallout                                                                | 1:23  |
| 14.            | The Catalyst                                                           | 5:39  |
| 15.            | The Messenger                                                          | 3:01  |
| Celková délka: | Celková délka:                                                         | 47:56 |

## Osazenstvo

### Linkin Park
- Chester Bennington – vokály, rytmická kytara v Iridescent, bicí nástroje
- Rob Bourdon – bicí, bicí nástroje, vokály v pozadí
- Dave Farrell – basová kytara, vokály v pozadí, syntezátor v Blackout
- Joe Hahn – gramofony, syntezátor, samplování, klávesy, vokály v pozadí
- Brad Delson – sólová kytara, vokály v pozadí, bicí nástroje
- Mike Shinoda – zpěv a rap, rytmická kytara, klávesy